# Rudolf Kosmák
Rudolf Kosmák (14. června 1913 Nový Lískovec – 24. února 2005) byl český fotbalový útočník.

## Hráčská kariéra
V československé lize hrál za Moravskou Slavii Brno, Náchod a ASO Olomouc, vstřelil šest prvoligových branek.

### Prvoligová bilance
| Ročník          | Zápasy | Góly | Minuty | Klub                    |
| --------------- | ------ | ---- | ------ | ----------------------- |
| I. liga 1935/36 | 9      | 3    | 810    | SK Moravská Slavia Brno |
| I. liga 1936/37 | 16     | 2    | 1 440  | SK Moravská Slavia Brno |
| I. liga 1937/38 | –      | 1    | –      | SK Náchod               |
| I. liga 1942/43 | –      | 0    | –      | SK Olomouc ASO          |
| CELKEM I. LIGA  | –      | 6    | –      |                         |